# 宣言电台
宣言电台（阿拉伯语：‎）是恐怖组织“伊斯兰国”的官方电台，总部位于伊拉克摩苏尔，在伊斯兰国控制的叙利亚拉卡、利比亚苏尔特等地也有播出。

## 概况
宣言电台2015年开播，使用阿拉伯语、库尔德语、英语、法语及俄语广播，内容涵盖新闻、谈话、古兰经朗诵、伊斯兰教圣歌及伊斯兰教法学等，而其新闻报道基本以伊斯兰国武装分子发动袭击的消息为主。在2015年4月，该台开始播出英语新闻节目，而播音员的美国口音也引发了关注，其“高度专业和精良的节目制作”以及播音员的语调也被一些西方传媒机构与BBC、NPR等媒体比较，甚至被指“与NPR可怕地相似”。
2017年，随着伊拉克军队逐步收复摩苏尔，该台停播，据称已被伊斯兰国武装分子焚毁。

## 播出地点及频率
以下为截至2016年4月，已知的播出地点及频率：
- 伊拉克[6]：
  - 摩苏尔：FM 92.5MHz、99.3MHz
  - 费卢杰：FM 93.6MHz
- 叙利亚[7]：
  - 拉卡：FM 99.9MHz
  - 巴尔米拉：FM 99.3MHz
- 利比亞[8]：
  - 苏尔特：FM 87.8MHz
  - 德尔纳：FM 95.5MHz
  - 班加西：FM 94.3MHz